# Клод Коломбо
Клод Коломбо (фр. Claude Colombo; 1 жовтня 1960, Ніцца) — французький футбольний арбітр. Арбітр ФІФА з 1995 по 2005 роки.

## Суддівська кар'єра
З ранніх років він був захоплений суддівством, і поступово просувався до вищої ліги, відсудивши свій перший матч у вищому дивізіоні в листопаді 1990 року (ФК «Сошо» — "Сент-Етьєн "). Він 16 років судив у Лізі 1, де провів 262 матчі. Зокрема, він судив фінал Кубка Ліги 1999 року та фінал Кубка Франції 2000 року.
Арбітр ФІФА з 1995 року.

## Особисте життя
Зараз він почесний президент футбольного округу Лазурного узбережжя і разом зі своїм колегою Жилем Вейсьєром підтримує новачків у суддівстві.
Поза спортом він викладає економіку та соціальні науки в ліцеях Мон Сен-Жан в Антібах і Дон Боско в Ніцці.